# لیکوی گونه‌برهنه
لیکوی گونه‌برهنه (نام علمی: Turdoides gymnogenys) نام یک گونه از سرده لیکوها است.